# Jüri Jaanson
Jüri Jaanson (* 14. Oktober 1965 in Tartu, Estnische SSR) ist ein ehemaliger sowjetischer und estnischer Ruderer. Er war Weltmeister und mehrfacher Medaillengewinner bei Weltmeisterschaften und Olympischen Spielen.

## Sportliche Erfolge
Jaanson startete für den Ruder Klub Pärnu. Seine Ehefrau Tatjana ist eine ehemalige Ruderin und heute Trainerin in Pärnu, die unter anderem auch ihren Ehemann trainierte.
Jaanson nahm 1987 für die Sowjetunion an den Weltmeisterschaften teil und wurde im Einer-Wettbewerb Fünfter. Bei den Olympischen Sommerspielen 1988 in Seoul konnte er sich nur für das B-Finale qualifizieren und belegte in der Gesamtwertung den achten Rang. Seine erste internationale Medaille gewann er 1989 bei den Ruder-Weltmeisterschaften in Bled. Beim Sieg des Deutschen Thomas Lange belegte er den dritten Platz. Ein Jahr später wurde er in Tasmanien Weltmeister in dieser Disziplin. Bei den Olympischen Sommerspielen 1992 in Barcelona startete Jaanson zum ersten Mal für Estland und kam im Finale als Fünfter ins Ziel. 1995 konnte er bei den Weltmeisterschaften in Tampere die Silbermedaille gewinnen.
In den darauf folgenden Jahren konnte Jaanson keine weiteren Erfolge erringen. Bei den Olympischen Sommerspielen 1996 in Atlanta schaffte er nur die Qualifikation für das C-Finale und wurde 18. in der Gesamtwertung. Bei den Ruder-Weltmeisterschaften 1999 wurde er Siebter, 2000 kam er bei den Olympischen Spielen in Sydney als Letzter des A-Finales ins Ziel und belegte damit den sechsten Rang.
Erst im hohen Sportleralter von 38 Jahren konnte sich Jaanson bei international bedeutsamen Rennen wieder auf dem Podest platzieren. 2004 konnte er das Weltcup-Rennen in Posen für sich entscheiden und bei den Olympischen Sommerspielen in Athen gewann er die Silbermedaille hinter dem Norweger Olaf Tufte. Es war die erste olympische Medaille für Jaanson bei seiner fünften Teilnahme an Olympischen Spielen.
2005 wechselte Jaanson in den estnischen Doppelvierer. Die Mannschaft gewann die Weltcup-Rennen in Eton und Luzern. Bei den Weltmeisterschaften in Gifu gewannen sie die Bronzemedaille. Dies gelang Jaanson auch 2007 im Alter von 41 Jahren mit Tõnu Endrekson im Doppelzweier bei den Ruder-Weltmeisterschaften 2007 in München. Die beiden konnten 2007 des Weiteren die Weltcup-Rennen in Luzern und Amsterdam für sich entscheiden. Auch 2008 startete Jaanson gemeinsam mit Endrekson im Doppelzweier. Bei den Olympischen Sommerspielen 2008 in Peking konnte das Duo hinter dem australischen Boot die Silbermedaille gewinnen. Für den 42-jährigen Jaanson war es die sechste Teilnahme an Olympischen Spielen. Bei den anschließenden Ruder-Europameisterschaften 2008 gewann er mit dem estnischen Doppelvierer den Titel. Jaanson setzte seine Karriere bis 2009 fort, konnte sich international aber nicht mehr auf vorderen Rängen behaupten.

## Auszeichnungen
- 1990, 1995 und 2004 wurde Jannson in Estland zum Sportler des Jahres gewählt.
- 2005 und 2006 gewann Jaanson mit dem estnischen Doppelvierer die Wahl zur Mannschaft des Jahres in Estland.
- 2007 und 2008 gewann Jaanson zusammen mit seinem Kollegen Tõnu Endrekson die Wahl zur Mannschaft des Jahres in Estland.
- Orden des Estnischen Roten Kreuzes 2. Kategorie (2005)[2]
- Thomas-Keller-Medaille 2011